# Regiunile Guineei

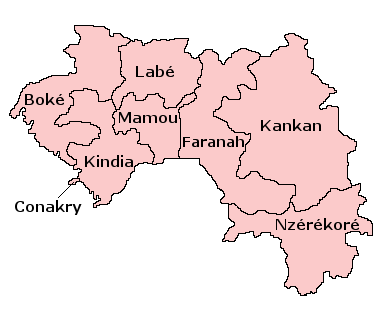
Regiunile Guineei

Din punct de vedere administrativ, statul Guineea se divide administrativ într-un număr de 7 regiuni plus capitala (Conakry). La rândul lor, ele sunt împărțite în prefecturi.
Regiunile sunt:
- Regiunea Boké
- Orașul Conakry
- Regiunea Faranah
- Regiunea Kankan
- Regiunea Kindia
- Regiunea Labé
- Regiunea Mamou
- Regiunea Nzérékoré